# كازوكي سيكوا
كازوكي سيكوا (باليابانية: 瀬川 和樹) (25 أبريل 1990 في ميوشي في اليابان – )؛ هو لاعب كرة قدم ياباني سابق كان يلعب كمدافع.

## وصلات خارجية
- كازوكي سيكوا على موقع رابطة كرة القدم اليابانية للمحترفين (اليابانية)
- كازوكي سيكوا على موقع قاعدة بيانات كرة القدم.إي يو (الإنجليزية)
- كازوكي سيكوا على موقع Soccerway.com (الإنجليزية)
- كازوكي سيكوا على موقع عالم كرة القدم.نت (الإنجليزية)